# Асусай
Асусай (каз. Асусай) — село в Тарбагатайском районе Восточно-Казахстанской области Казахстана. Входит в состав Жетыаральского сельского округа. Код КАТО — 635841200.

## Население
В 1999 году население села составляло 557 человек (287 мужчин и 270 женщин). По данным переписи 2009 года, в селе проживали 374 человека (198 мужчин и 176 женщин).